# Матвеев, Иван Петрович (агроном)
Иван Петрович Матвеев (1880 — ?) — агроном, земец, земский агроном Ярославской губернии, видный деятель российского кооперативного движения.

## Биография
Уроженец Рязанской губернии, из мещан. Окончил Петровскую сельскохозяйственную академию (1906). В 1911—1918 гг. был земским агрономом Ярославской губернии. Энтузиаст развития сельского хозяйства в губернии на основе новых, передовых технологий. Редактировал земские сельскохозяйственные журналы: «Известия земских агрономов и правительственных специалистов Ярославской губернии», «Ярославское сельское хозяйство», «Самопомощь». Руководил созданным в 1917 году в России Центральным товариществом плодоводов и огородников (1917—1920).
С 1918 года в Москве (Волхонка, 6, кв.9). В советское время — член правления Всероссийского союза сельхозкооперации; член научно-технического отдела ВСНХ, технико-экономического совещания Главсельпрома, преподаватель института имени К. Маркса.
Трижды был арестован: в 1920 году по делу Тактического центра; в 1921 году по делу Всероссийского комитета помощи голодающим как его член; 17 августа 1922 года. Постановлением коллегии ГПУ от 23 августа 1922 года был выслан из России за границу и через месяц выехал с семьей из Москвы в Ригу.
Реабилитирован в 2000 году.

## Сочинения
К вопросу об организации агрономической помощи населению Ярославской губернии: [Докл. доложен на заседании 8 Агрон. совещ. при Яросл. губ. зем. управе 19 июля 1911 г.]. Ярославль: Типо-лит. Губ. зем. управы, 1911. 29 с.